# Torsten Nilsson (svensk jurist)
Karl Torsten Nilsson, född 5 juni 1877 i Vimmerby, död 15 mars 1963, var en svensk jurist.
Nilsson, som var son till kronofogden, vice häradshövding Karl Albert Nilsson och Ada Sjögren, avlade mogenhetsexamen i Jönköping 1897 och blev juris utriusque kandidat vid Uppsala universitet 1902. Efter tingstjänstgöring i Oppunda och Villåttinge domsaga 1903–1905 var han tillförordnad fiskal och adjungerad ledamot i Göta hovrätt 1906–1910 och tillförordnad domhavande i olika domstolar. Han blev häradshövding i Älvdals och Nyeds domsaga 1920, var krigsdomare vid Värmlands regemente 1930–1944 och ordförande i poliskollegiet i Värmlands län 1930. Han var även ordförande i Värmlands konstförening.